# Grits & Soul
Grits & Soul è il nono album in studio del cantante statunitense James Brown, pubblicato nel 1964.

## Tracce
1. Grits – 4:01
2. Tempted – 3:10
3. There – 3:30
4. After You're Through – 3:05
5. Devil's Hideaway – 5:13
6. Who's Afraid of Virginia Woolf? – 4:46
7. Infatuation – 4:28
8. Wee Wee – 2:35
9. Mister Hip – 4:35
10. Headache – 2:22